# Scanlon (Minnesota)

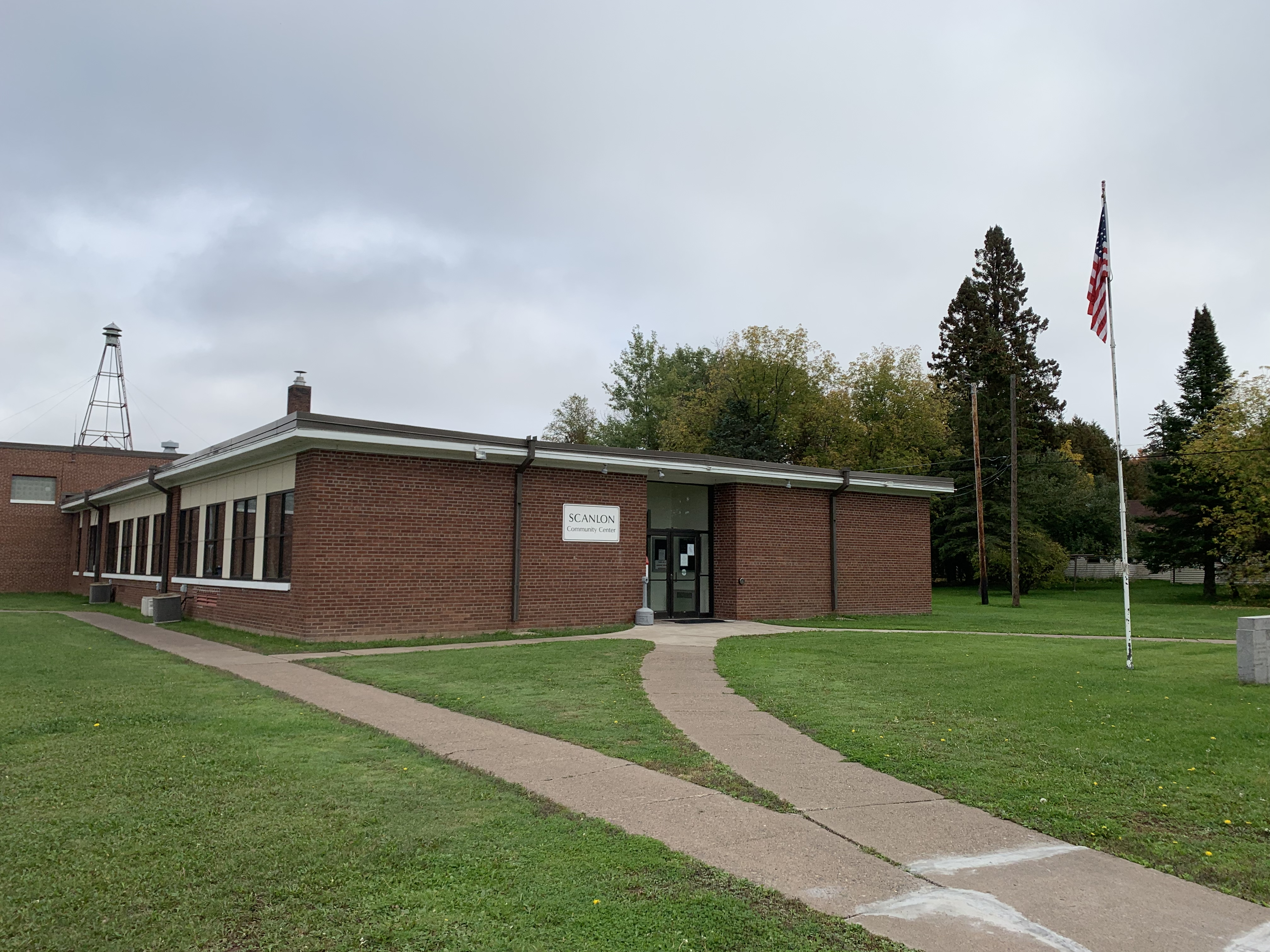
Centre communautaire de Scanlon

Pour les articles homonymes, voir Scanlon.
La ville de Scanlon est située dans le comté de Carlton, dans l’État du Minnesota, aux États-Unis. Sa population s’élevait à 991 habitants lors du recensement de 2010, estimée à 981 habitants en 2016.